# 上開發站
上開發站（日语：／ Kamikaihotsu eki */?）是位於石川縣能美郡辰口町上開發（現時：能美市上開發町），北陸鐵道能美線的鐵路車站（廢站）。

## 歷史
- 1925年（大正14年）
  - 3月21日：能美電氣鐵道車站啟用[1]。
  - 10月：設置側線[2]。
- 1938年（昭和13年）10月27日（通知）：月台牆身由木製變為混凝土。月台長度由9m144cm延長至15m[2]。
- 1939年（昭和14年）8月1日：金澤電氣軌道收購合併能美電氣鐵道[3]。
- 1941年（昭和16年）8月1日：北陸合同電氣（現時：北陸電力）合併金澤電氣軌道。
- 1943年（昭和18年）10月13日：在轉讓業務下，成為北陸鐵道能美線車站。
- 1963年（昭和38年）7月19日：貨物側線被廢除[2]。
- 1980年（昭和55年）9月14日：能美線全線廢除，此站也被廢除[1]。

## 車站構造
此站除了曾經設有側線外，還有由產業組合支部於上開發建設的倉庫至車站之間，只讓貨車專用的引上線。當時此站處理的貨物包括肥料和米等。在晩年，此站的貨物側線被廢除，只剩下1面1線的單式月台。在月台上設有候車室。從車站啟用至廢除之止都是無人車站。

## 現狀
廢線遺址建設了名為「健康道路」的柏油路。現時已經看不見車站痕跡。截至2014年，鄰接車站的建築物還完好無缺。

## 相鄰車站
北陸鐵道
能美線
辰口溫泉－上開發－德久

## 注腳
1. 1 2  今尾惠介《日本鐵道旅行地圖帳》6號 北信越（新潮社、2008年）p.28
2. 1 2 3 4  RM LIBRARY 230 北陸鉄道能美線（寺田裕一著　Neko出版　2018年10月1日初版）p.39 - 41
3. ↑  7月27日 得到許可「鉄道譲渡」《官報》1939年7月31日（國立國會圖書館數碼化收藏）
4. 1 2 3 4  能美市『能美電ものがたり 運行時の各駅と現在』 （页面存档备份，存于）（日語）（PDF）

## 相關項目
- 日本鐵路車站列表 Ka